# Guido Canali
(Elisabetta Pieri)
Guido Canali (Sala Baganza, 24 ottobre 1935) è un architetto italiano.

## Biografia
Si è laureato al Politecnico di Milano, lavorando poi in Italia e in Europa.

Già docente universitario presso l'Università degli Studi di Parma, presso lo IUAV di Venezia, e alla Facoltà di Architettura dell'Università degli Studi di Ferrara. Gli incarichi professionali hanno riguardato principalmente il ripristino degli insiemi storico-urbano-architettonici e nell'organizzazione di allestimenti e complessi museali (si ricordano le mostre de Il Parmigianino e il manierismo europeo, Duccio di Buoninsegna, alle origini della pittura senesi a Siena, Il Correggio a Parma, l'allestimento del Museo Storico Archeologico di Savona nella sede della fortezza Priamar). Studioso dell'architettura neoclassica parmigiana, ha sviluppando ricerche sulle città emiliane e sui possibili recuperi, documentati nella mostra “La Città Latente” allestita a Parma, nel Palazzo della Pilotta, nel 1995.

## Premi e onorificenze
Ha ricevuto numerosi premi tra cui:
- Premio Inarch (1989-1990, 1991/92),
- Constructa Preis Hannover (1992),
- Fritz Schumacher Preis (2004),
- Premio Compasso D’oro (2004)
- menzione d'onore alla medaglia d'oro dell'architettura italiana (Triennale di Milano) per gli anni 2003, 2006 e 2009.
- Dal 2008 è Accademico di San Luca
- Premio - Piranesi Prix de Rome alla Carriera (2011)[1]
- Negli anni i suoi lavori hanno avuto riscontro nazionale e internazionale attraverso mostre personali in Italia e all'estero, tra cui la Biennale di Venezia, Padova, Monaco, Meinz.

## Selezione di opere e progetti
| Date    | Progetto | Luogo                                     | Note |
| ------- | --- | ----------------------------------------- | --- |
| 1967    | http://iuavbc.iuav.it/sbda/search.php?page=197&SOLOGET=1&NOPUNTOI=1&EW4_TBL=1&EW_FL=limits_ap.php&EW4_DLL=50&EW4_NMI=1&EW4_CJL=1&EW4_PY=KW=MUCCIATELLA&EW_RM=50&EW_EP=011016&EW_RP=10&&EW_T=R&EW_P=LS_EW&EW_D=W5034&EW=CR=ECAP00002864 | Mucciatella, (Reggio Emilia)              | con: Leopoldo Ficarelli |
| 1967/71 | "Casa Rossa" | Parma                                     | |
| 1967-74 | Case a schiera | Parma                                     | |
| 1970-90 | Palazzo della Pilotta, Galleria Nazionale | Teatro Farnese, Parma                     | |
| 1975    | Casa privata in via Duomo | Parma                                     | |
| 1977-83 | Nuova sede del Consorzio Parmigiano Reggiano | Reggio Emilia                             | |
| 1978/83 | Centro Convegni S. Elisabetta - Campus universitario | Parma                                     | |
| 1982/87 | Casa-magazzino | Parma                                     | |
| 1985    | Casa-museo in Borgo Du Tillot | Parma                                     | |
| 1985/86 | Dipartimento di scienze della terra | Parma                                     | |
| 1985/96 | Galleria commerciale, uffici e sede Comunale | Sassuolo, (Modena)                        | |
| 1988/90 | Progetto architettonico della nave da crociere Costa Marina |                                           | con: Salsoglass snc |
| 1990/92 | Progetto architettonico della nave da crociere Costa Allegra |                                           | con: Salsoglass snc |
| 1991    | Casa per un collezionista d'arte | Parma                                     | |
| 1994/95 | Edificio industriale | Como                                      | |
| 1996/06 | Bayrische HypoVereinsbank immagini | Monaco di Baviera                         | con: Gilberto Botti, Maurizio Pappalardo, Florian Jost, Hanns Michael Küpper, Burkard Franke, Doerte Baecker, Ulrich Peter Hackl, Valentina Colonna                                                                                         |
| 1997/00 | Casa Museo nel Mulino del Maglio | Sassuolo, (Modena)                        | |
| 1997/01 | http://www.archiportale.com/progetti/schedaprogetto.asp?origine=&IdProg=2668 | Montegranaro, (Ascoli Piceno)             | Studio Canali, Mimma Caldarola |
| 1998/00 | Museo archeologico di Complesso museale di Santa Maria della Scala | Siena                                     | Studio Canali, Francesco Canali, Mimma Caldarola, Claudio Bernardi |
| 1999/00 | Progetto di recupero dello zuccherificio di Mirandola | Mirandola, (Modena)                       | |
| 2002    | Restauro dell'ex Convento di San Paolo | Parma                                     | (Progetto di concorso - Vincitore) con: Giorgio A. Bertani, Domenica Caldarola, Maurizio Pappalardo, Gianfranco Zanafredi, Pietro Zanlari                                                                                                   |
| 2002    | Restauro dell'ex Ospedale della Misericordia | Parma                                     | (Progetto di concorso) con: Giorgio A. Bertani, Domenica Caldarola, Maurizio Pappalardo, Gianfranco Zanafredi, Pietro Zanlari |
| 2002    | Riqualificazione edifici del centro storico | area ex Gondrand, Parma                   | (Progetto di concorso) |
| 2002/03 | Allestimento della mostra "Parmigianino e il manierismo europeo" | Palazzo della Pilotta, Parma              | "Un labirinto che ricuce sale, corridoi, nicchie, in un suggestivo gioco di luci ed ombre. «La nostra intenzione era quella di realizzare uno spettacolo piacevole e avvincente» ha spiegato l'architetto parmense. (da: Gazzetta di Parma) |
| 2003    | Nuovo polo museale "Città delle Culture" | Area Ansaldo, Milano                      | (Progetto di concorso) |
| 2004    | http://www.archiportale.com/progetti/schedaprogetto.asp?origine=&IdProg=7662 | San Girolamo di Guastalla (Reggio Emilia) | Canali Associati Srl |
| 2004    | Recupero e valorizzazione della Villa Reale | Monza                                     | (Progetto di concorso) |
| 2004    | Coperture per la Villa del Casale | Piazza Armerina, (Enna)                   | |
| 2007    | Riqualificazione del complesso ospedaliero di Santa Chiara | Pisa                                      | (Progetto di concorso) con: Ufficio Progetti Arch. Ass., Nicola Serafino, Leopoldo Sdino, Marco Rossi (bs), Roberto Melai, Gianfranco Franz, Romeo Farinella, Paolo Ceccarelli, Pietro Zanlari                                              |
| 2007    | Riqualificazione Piazza Buondelmonti | Impruneta, (Firenze)                      | (Progetto di concorso - Vincitore) |
| 2007/08 | Progetto di 5 torri residenziali nel recupero del quartiere Portello (JPG), su ordinearchitetti.mi.it. URL consultato il 19 marzo 2021 (archiviato dall'url originale il 13 aprile 2013).                                              | Milano                                    | |
| 2008    | Allestimento della mostra "Correggio" | Palazzo della Pilotta, Parma              | |
| 2008    | Stabilimento e uffici Prada | Valvigna, (Arezzo)                        | |
| 2008    | Progetto per un Poliambulatorio | Napoli                                    | |
| 2008    | Progetto per un centro museale | Kyong Ky, (Seul)                          | |
| 2008    | Recupero dell'edificio dell'ex Collegio Carlo Alberto | Moncalieri, (Torino)                      | con: Luca Deabate, Marina Deabate, Favero Milan, Prodim srl, Francesco Canali |
| 2008    | Nuovo stabilimento Maglificio Gran Sasso | Sant'Egidio alla Vibrata, Teramo          | con Maurizio Pappalardo (Menzione d'onore Medaglia d'oro dell'architettura Italiana 2009) |
| 2013    | Restauro di Palazzo Reale e Museo del Duomo | Milano                                    | con: Francesco Canali, Claudio Bernardi, Gianfranco Zanafredi |